# Tess au pays des tempêtes (film, 1914)
Pour les articles homonymes, voir Tess of the Storm Country et Tempête (homonymie).
Pour plus de détails, voir Fiche technique et Distribution.
Tess au pays des tempêtes (Tess of the Storm Country) est un film muet américain réalisé par Edwin S. Porter, sorti en 1914.

## Synopsis
Tessibel Skinner, la fille d'un pêcheur faussement accusé de meurtre, est amie avec Frederick Graves et sa sœur Teola. Dan Jordan, un ami de Frederick, leur rend visite et Dan et Teola tombent amoureux l'un de l'autre. Il repart, sans savoir que Teola est enceinte. Avant qu'elle puisse le lui dire, Teola apprend qu'il est décédé lors d'un incendie. Désespérée, elle se confie à Tess, qui prend le bébé avec elle pour éviter à Teola d'être rejetée par son père Elias, un pasteur sévère. La ville entière évite Tess, et Frederick lui-même, bien qu'il l'aime, ne peut lui pardonner son « péché ». Lorsque le bébé devient gravement malade, Tess l'emmène à l'église pour y être baptisé, mais Elias refuse, la réprimandant publiquement. Teola, pleine de remords, s'avance en avouant être la mère de l'enfant. Elias, honteux, bénit alors Tess pour sa bonté. Plus tard, Teola et le bébé meurent, le père de Tess est libéré de prison, le vrai meurtrier ayant été découvert, et Frederick est pardonné par Tess.

## Fiche technique
- Titre original : Tess of the Storm Country
- Titre français : Tess au pays des tempêtes
- Réalisation : Edwin S. Porter
- Scénario : B. P. Schulberg d'après le roman Tess of the Storm Country de Grace Miller White
- Photographie : Edwin S. Porter
- Production : Daniel Frohman
- Société de production : Famous Players Film Company
- Société de distribution : Famous Players Film Company
- Pays d’origine :  États-Unis
- Langue originale : anglais
- Format : Noir et blanc — 35 mm — 1,37:1 — Muet
- Genre : drame
- Durée : 80 minutes
- Date de sortie : 1914

## Distribution
- Mary Pickford : Tessibel Skinner
- Harold Lockwood : Frederick Graves
- Olive Carey : Teola Graves
- David Hartford : Daddy Skinner
- Louise Dunlap : Old Mother Moll
- William Walters : Elias Graves
- Richard Garrick : Ben Letts
- Eugene Walter : Ezra Longman

## Distinctions
- National Film Preservation Board en 2006.